# Осока японская
Осока японская (лат. Carex japonica) — вид травянистых растений семейства Осоковые (Cyperaceae).

## Описание
Многолетнее травянистое растение высотой 15—40 см с длинными ползучими корневищами и пучками прямостоячих побегов. Стебли шероховатые, при основании со светло-бурыми влагалищами. Листья плоские, более длинные, чем стебли, 2,5—4 мм шириной.
Общее соцветие 5—15 см длиной, состоит из 2—4 расставленных колосков. Верхний колосок тычиночный, 1,5—4 см длиной, c бледно-зелеными или едва буроватыми колосковыми чешуями. Нижние колоски пестичные, 1—2 см длиной, на большей частью поникающих ножках до 4 см длиной, плотные, рыжеватые от очень длинных долго сохраняющихся рылец. Размножается как семенами, так и вегетативно. Плоды 3,5—4 мм длиной, 1,9—2,3 мм шириной. Цветет в июне, плоды созревают в августе.

## Ареал
Встречается по лесам в долинах рек. В России вид находится на северном пределе своего распространения. Известны его единичные местонахождения на острове Сахалин и Кунашир. За пределами Российской Федерации произрастает в
Японии (острова Хоккайдо и Хонсю), на Корейском полуострове, в Северном и Северно-Восточном Китае.

## Охранный статус
Занесена в Международную Красную книгу со статусом Least concern «Вид, вызывающий наименьшие опасения». Также занесена в Красную книгу России и Сахалинской области. Лимитирующими факторами являются вырубка долинных лесов, хозяйственное освоение мест произрастания, редкая встречаемость и положение популяций вида на северной границе ареала.

## Таксономия
Под данным таксономическим названием была описана в 1784 году шведским ботаником Карлом Тунбергом в работе Systema Vegetabilium.
Согласно The Plant List, в синонимику вида входят следующие названия:
- Carex baviensis Franch.
- Carex japonica var. gracilis Franch.
- Carex japonica var. minor Boott
- Carex japoniciformis Nakai
- Carex motoskei Miq.
- Carex patens Franch.
- Carex tokioensis Boeckeler
- Carex tricarinata H.Lév. & Vaniot
- Carex trichostyles Franch. & Sav.